# Chamaecereus schreiteri
Chamaecereus schreiteri es una especie de planta suculenta perteneciente al género Chamaecereus, dentro de la familia Cactaceae. Es endémica del noroeste de Argentina.

## Descripción
Chamaecereus schreiteri es una especie de cactus que suele crecer formando grupos densos o cojines planos que constan de numerosos tallos, alcanzando diámetros de hasta 30 cm. Los tallos van de esféricos a alargados, alcanzan un diámetro de 1,5 a 3 cm y tienen una gran raíz pivotante.   
Presentan de 9 a 14 costillas, sobre las que se asientan areolas que no están muy juntas unas de otras. Tienen 1 o ninguna espina central de hasta 2 cm de largo y de 6 a 8 espinas marginales finas, blanquecinas y curvadas, de 0,5 a 1 cm de largo.  
Las flores tienen forma de embudo, son más o menos de color rojo púrpura y tienen una garganta más oscura. Miden hasta 3 cm de largo y alcanzan el mismo diámetro.

## Distribución y hábitat
El área de distribución nativa de esta especie es Argentina (Catamarca y noroeste de Tucumán) y crece principalmente en biomas desérticos o de matorrales secos, a altitudes de 2500 a 3500 m sobre el nivel del mar.

## Taxonomía
La primera descripción de esta especie fue como Lobivia schreiteri, publicada en 1930 por el botánico argentino Alberto Castellanos en la revista científica Monatsschrift der Deutschen Kakteen-Gesellschaft 2: 59.
Más tarde, el botánico alemán Boris O. Schlumpberger trasladó la especie al género Chamaecereus, por lo que pasó a llamarse Chamaecereus schreiteri. Registró estos cambios en la revista científica Cactaceae Systematics Initiatives 28: 29, publicada en 2012.
Etimología
- Chamaecereus: nombre genérico que deriva de la palabra griega chamai (que significa 'en el suelo', 'pequeño' o 'enano'), y la palabra latina cereus (que se traduce como 'vela' o 'cirio'), haciendo alusión a su forma alargada perfectamente recta. Por tanto se puede traducir como 'cactus alargados que crecen muy cerca del suelo o de pequeño tamaño'.[4]
- schreiteri: epíteto específico otorgado en honor al botánico argentino R. Schreiter.[5]

## Usos
Se cultiva principalmente como planta ornamental y su propagación se realiza a través de esquejes o semillas.